# Nectarinia kilimensis
La nettarinia bronzata (Nectarinia kilimensis Shelley, 1884) è un uccello della famiglia Nectariniidae, diffuso in Africa.